# 로버트 토티

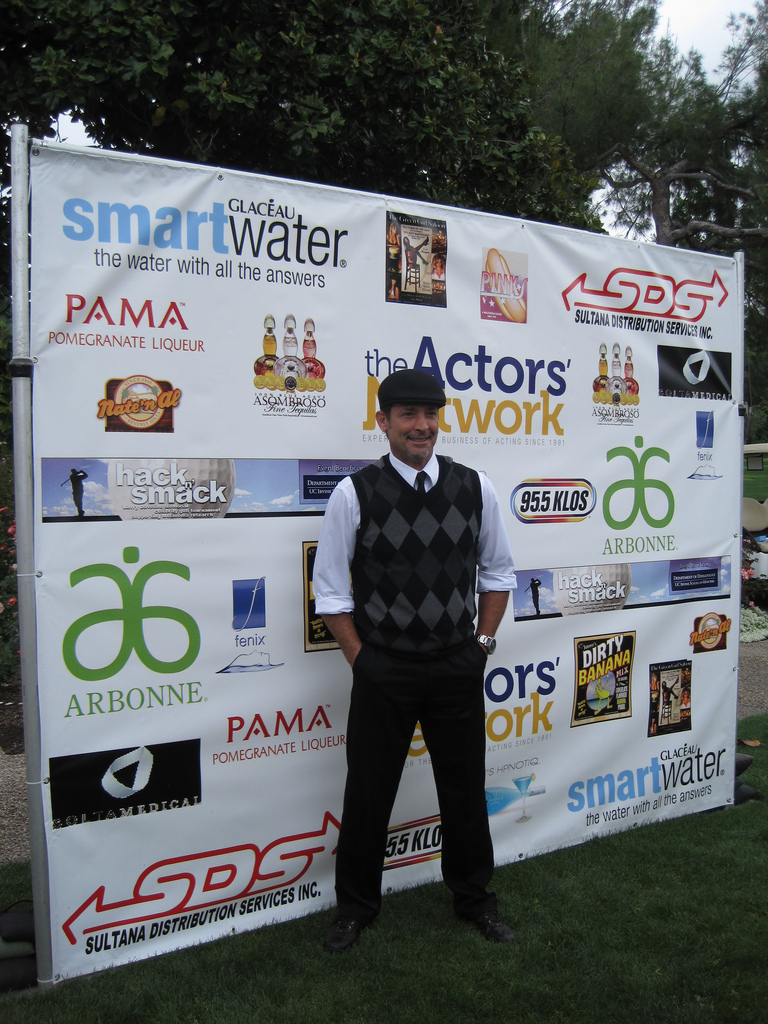

로버트 토티(Robert Torti, 1961년 10월 22일 ~ )는 미국의 음악가, 연극 배우, 텔레비전 배우, 영화배우이다.
밴나이즈에서 태어났다.

## 영화
- 푸드파이트! (2012년)
- 윗치 마운틴 (2009년)
- 게임 플랜 (2007년) - 사무엘 블레이크 주니어 역
- 하프 패스트 데드 2 (2007년)
- 쉬즈 더 맨 (2006년) - 피스토넥 코치 역
- 잭과 코디, 우리집은 호텔 스위트 룸 (2005년)
- 리퍼 매드니스 - 영화 뮤지컬 (2005년)
- 너의 아버지가 누구냐? (2003년)
- 랜드 오브 프리 (1998년)
- 댓 씽 유 두 (1996년)
- 더 드류 캐리 쇼 (1995년)
- 비버리힐즈의 아이들 (1990년)
- 앨리 캣 (1984년)
- 형사 Q (1976년)
- 더 영 앤 더 레스트리스 (1973년)
- 우리 생애 나날들 (1965년)